# Río Negro (prowincja)
Río Negro – argentyńska prowincja położona w północnej części Patagonii, pomiędzy granicą z Chile, a Oceanem Atlantyckim.
Zajmuje obszar 203 tys. km², liczba mieszkańców w 2001 roku wynosiła 552 tys. Stolicą prowincji jest miasto Viedma.